# فیلاور
فیلاور (به انگلیسی: Phillaur) یک منطقهٔ مسکونی در هند است که در بخش جالندهر واقع شده‌است. فیلاور ۲۲٬۲۲۸ نفر جمعیت دارد و ۲۳۴ متر بالاتر از سطح دریا واقع شده‌است.